# スバル・EF型エンジン

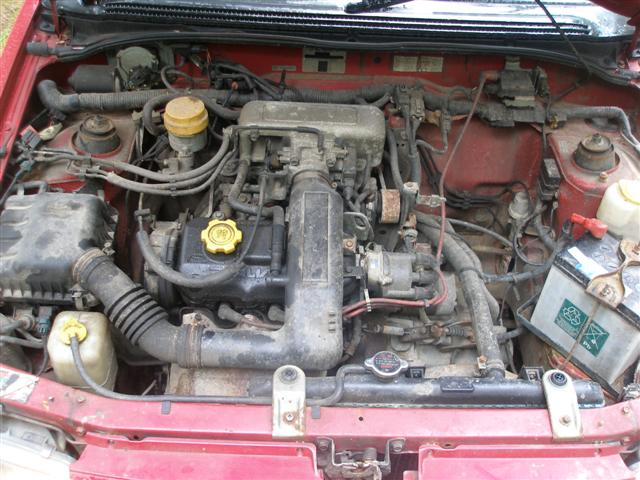
1993年式スバル・ジャスティのEF12 EMPiエンジン

スバル・EF型エンジンとは、富士重工業（現・SUBARU）が1983年（昭和58年）8月から1998年（平成10年）12月にかけて製造していた1,000ccおよび1,200ccの小排気量車向けの水冷4ストローク・SOHC直列3気筒のガソリンエンジンである。

## 概要
EF型エンジンはスバルが海外に輸出する小型車向けに開発したエンジンで、スバル唯一の直列3気筒エンジンである。鋳鉄製のシリンダーブロックを持ち、軽自動車のサンバーをベースに設計されたスバル・ドミンゴのエンジンコンパートメントにも収まる軽量コンパクトなエンジンでもあった。
カムシャフトはタイミングベルトで駆動し、チェーン駆動式のバランサーシャフトを搭載していた。
スバルの1980年代から1990年代にかけての世界戦略車のエンジンとして、海外進出に大きな役割を果たしたエンジンであったが、コンパクトカーの自社生産から撤退した現在では既に生産終了となっている。

### 共通項目
- 構造：4ストローク、直列型
- シリンダー数：3
- ボアピッチ：86 mm
- 弁機構：SOHC
- 冷却：水冷

## EF10
- 排気量：997cc

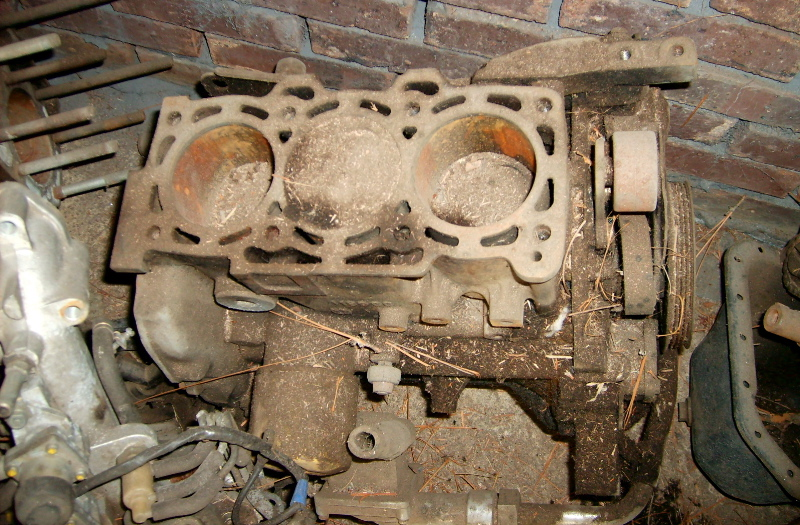
スバル EF10 エンジン

- ボア×ストローク：78.0mm×69.6mm
- バルブ数：6（1気筒あたり2バルブ、吸気1・排気1）
- 圧縮比：9.5:1
- 燃焼室：半球型
- 燃料装置：日立製シングルバレルキャブレター
- 最大出力：47 HP (35 kW; 48 PS) @5,000 rpm / 59 lb·ft (80 N·m) @ 3,200 rpm
  - 初搭載車種：ドミンゴ
  - その他の搭載車種：ジャスティ

## EF12
- 排気量：1.189 cc

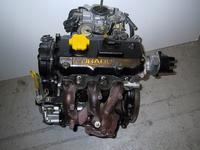
スバル EF12 エンジン

- ボア×ストローク：78.0 mm×83.0 mm
- バルブ数：9（1気筒あたり3バルブ、吸気2・排気1）
- 圧縮比：9.0:1
- 燃焼室：ペントルーフ型
- 燃料装置：日立製ダブルバレルキャブレター
- 最大出力：66 HP (49 kW; 67 PS) @5,200 rpm / 70 lb·ft (95 N·m) @ 3,600 rpm
  - 初搭載車種：ジャスティ
  - その他の搭載車種：ドミンゴ

## EF12（EMPi）
- 排気量：1.189cc
- ボア×ストローク：78.0mm×83.0mm
- バルブ数：9（1気筒あたり3バルブ、吸気2・排気1）
- 圧縮比：9.1:1
- 燃焼室：ペントルーフ型
- 燃料装置：EMPi
- 最大出力：73 HP (54 kW; 74 PS) @5,600 rpm / 71 lb·ft (96 N·m) @ 3,600 rpm

- - 初搭載車種：ジャスティ(北米仕様)
  - その他の搭載車種：ドミンゴ